# Kabinett Néstor Kirchner
Das Kabinett Néstor Kirchner bildete vom 25. Mai 2003 bis zum 10. Dezember 2007 die Regierung von Argentinien. 

## Kabinettsmitglieder
| Amt/Ressort                                                   | Foto | Name                                                        | Partei                  |
| ------------------------------------------------------------- | ---- | ----------------------------------------------------------- | ----------------------- |
| Präsident                                                     |      | Néstor Kirchner                                             | Partido Justicialista   |
| Vizepräsident                                                 |      | Daniel Scioli                                               | Frente para la Victoria |
| Chef des Ministerkabinetts                                    |      | Alberto Fernández                                           | Partido Justicialista   |
| Inneres                                                       |      | Aníbal Fernández                                            | Partido Justicialista   |
| Auswärtige Angelegenheiten, internationalen Handel und Kult   |      | Rafael Bielsa (bis 1. Dezember 2005)                        | Partido Justicialista   |
| Auswärtige Angelegenheiten, internationalen Handel und Kult   |      | Jorge Taiana (ab 1. Dezember 2005)                          | Partido Justicialista   |
| Verteidigung                                                  |      | José Pampuro (bis 1. Dezember 2005)                         | Partido Justicialista   |
| Verteidigung                                                  |      | Nilda Garré (ab 1. Dezember 2005)                           | Frente Grande           |
| Wirtschaft und Produktion                                     |      | Roberto Lavagna (bis 27. November 2005)                     | Partido Justicialista   |
| Wirtschaft und Produktion                                     |      | Felisa Miceli (27. November 2005 bis 16. Juli 2007)         | Parteilos               |
| Wirtschaft und Produktion                                     |      | Miguel Gustavo Peirano (ab 17. Juli 2007)                   | Parteilos               |
| Bundesplanung, öffentliche Investitionen und Dienstleistungen |      | Julio de Vido                                               | Parteilos               |
| Justiz, Sicherheit und Menschenrechte                         |      | Gustavo Béliz (bis 24. Juli 2004)                           | Parteilos               |
| Justiz, Sicherheit und Menschenrechte                         |      | Horacio Rosatti (24. Juli 2004 bis 25. Juli 2005)           | Parteilos               |
| Justiz, Sicherheit und Menschenrechte                         |      | Alberto Iribarne (ab 25. Juli 2005)                         | Partido Justicialista   |
| Arbeit, Beschäftigung und soziale Sicherheit                  |      | Carlos Tomada                                               | Partido Justicialista   |
| Gesundheit und Umwelt                                         |      | Ginés González García                                       | Partido Justicialista   |
| Gesellschaftliche und Soziale Entwicklung                     |      | Alicia Kirchner de Mercado (bis 1. Dezember 2005)           | Partido Justicialista   |
| Gesellschaftliche und Soziale Entwicklung                     |      | Juan Carlos Nadalich (1. Dezember 2005 bis 18. August 2006) | Parteilos               |
| Gesellschaftliche und Soziale Entwicklung                     |      | Alicia Kirchner de Mercado (ab 18. August 2006)             | Partido Justicialista   |
| Bildung, Wissenschaft und Technologie                         |      | Daniel Filmus                                               | Partido Justicialista   |